# Karabin maszynowy MG 17
MG 17 – lotniczy karabin maszynowy kalibru 7,92 mm opracowany i produkowany przez zakłady Rheinmetall-Borsig dla potrzeb samolotów Luftwaffe jako stałe uzbrojenie samolotu. W czasie II wojny światowej używany był między innymi jako uzbrojenie samolotów Messerschmitt Bf 109, Messerschmitt Bf 110, Focke-Wulf Fw 190, Junkers Ju 87, Junkers Ju 88.
Karabin ten był modyfikacją innego karabinu lotniczego MG 15 w wersji T6-200. Karabin był przeładowywany elektropneumatycznie i posiadał elektrospust. Zasilany był początkowo ze stunabojowej taśmy długości 1680 mm, zastąpionej wkrótce taśmą rozsypną o mniejszej masie. Na osłonie lufy montowano zazwyczaj tłumik płomienia.
Standardowy pocisk przebijał 5 mm płytę pancerną z odległości 100 m, a przy użyciu wzmocnionej amunicji SmK płytę pancerną o grubości 17 mm, ale z mniejszej odległości 50 m.